# 清水町 (鹿児島市)
清水町（しみずちょう）は、鹿児島県鹿児島市の町。旧薩摩国鹿児島郡鹿児島城下清水馬場町、鹿児島市清水馬場町。郵便番号は892-0802。人口は2,115人、世帯数は956世帯（2020年10月1日現在）。清水町の全域で住居表示を実施している。
清水町にある東福寺城跡は、平安時代の天喜年間に長谷場氏によって築城され、戦国時代には麓の稲荷川河口に港が築かれた。興国4年（1343年）頃には島津貞久が東福寺城を攻め落とし、貞久の四男である島津氏久が居城とした。

## 地理
鹿児島市の中部、稲荷川下流域に位置している。町域の北方には稲荷町、南方には春日町、浜町、東方には吉野町、祇園之洲町、西方には池之上町がそれぞれ接している。
町域の西部には鹿児島市立清水小学校があり、東部の多賀山公園には多賀神社や南北朝時代の島津氏の居城である東福寺城跡、東郷平八郎の銅像及び墓がある。町域の中央部を国道10号が南北に通っており、かつては国道10号上を鹿児島市電上町線が通っており、終点の清水町電停が所在していた。古くは村内を吉田往還（現在の国道10号の一部）が通っていた。

### 河川
- 稲荷川

### 町名の由来
現在の鹿児島市立清水小学校の場所に大乗院の正門である仁王堂があり、仁王堂の近くに湧き出ている綺麗な清水があった。その清水から仁王堂の通りを清水馬場と呼んだことに由来する。

## 歴史

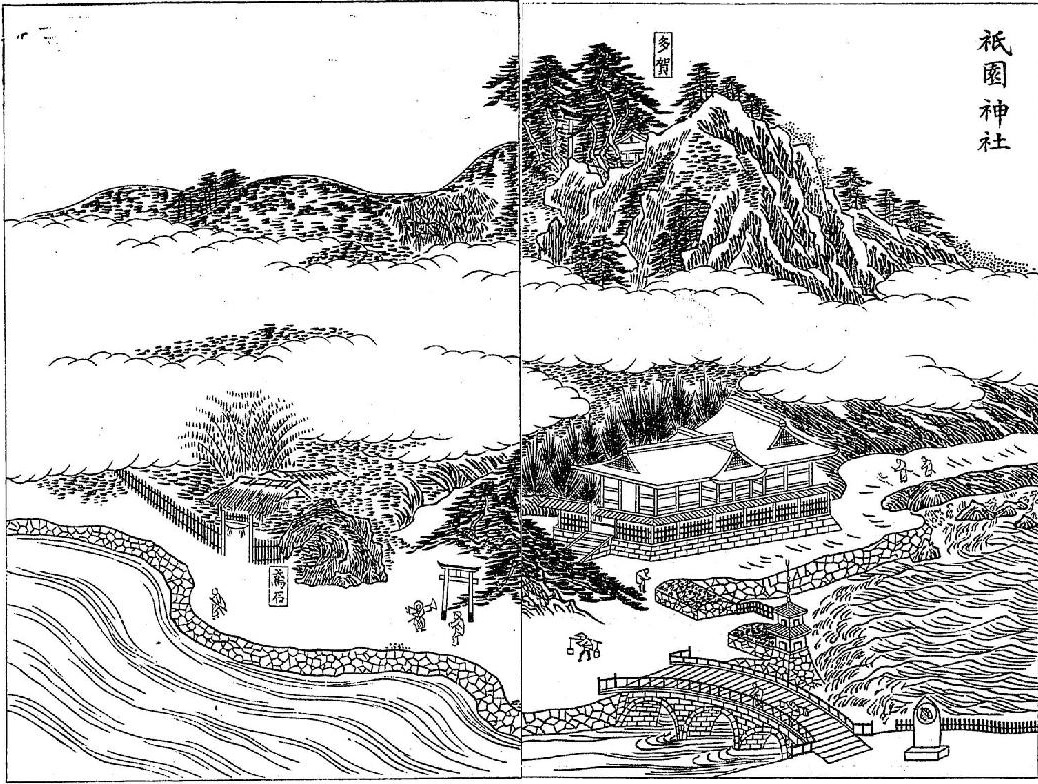
三国名勝図会に挿絵として掲載されている祇園神社（現在の八坂神社）

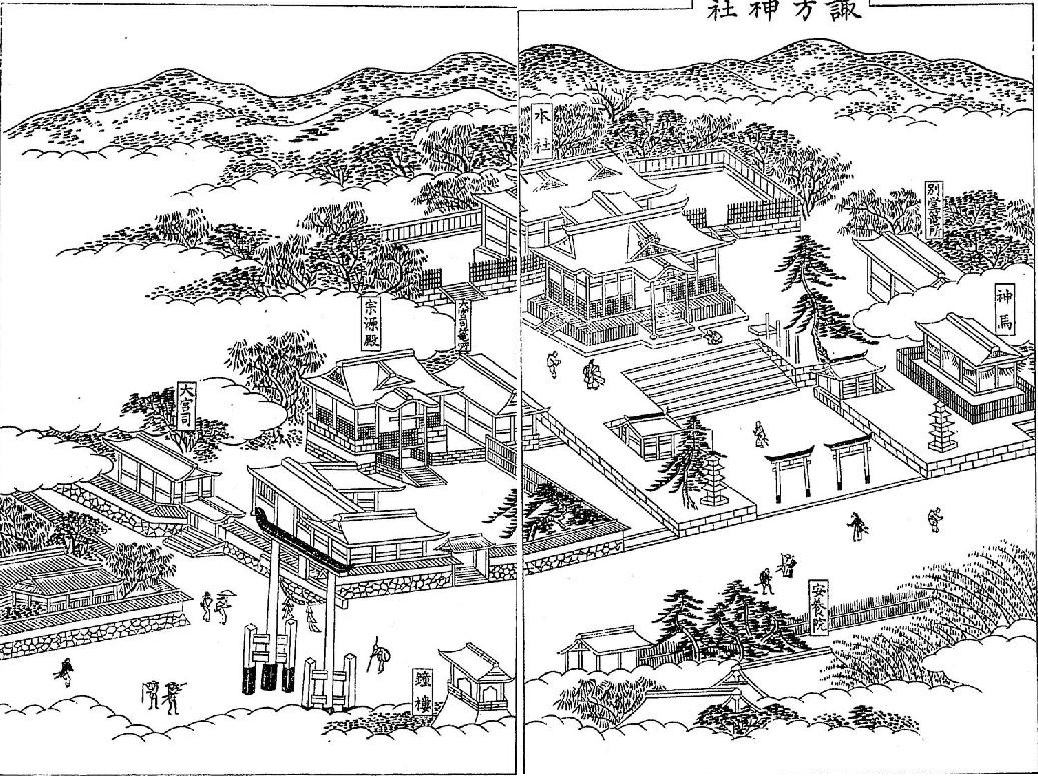
三国名勝図会に挿絵として掲載されている諏方神社（現在の南方神社）

### 東福寺城の築城と市街地の形成
現在の清水町の多賀山公園内にかつて存在していた東福寺城は平安時代の天喜年間に長谷場氏の居城として築城されたとされており、戦国時代には東福寺城の麓にある稲荷川の河口に港が築かれた。興国4年（1343年）頃には島津貞久が東福寺城を攻め落とし、貞久の四男である島津氏久が東福寺城に居城を移した。東福寺城は山城として構築されており、この頃には城の附近には町と言えるものは存在していなかったという。この頃から稲荷川の河口に築港された港が発展し、これが鹿児島港の興りとされている。
また、島津氏が東福寺城を居城とした時期と同じ頃に諏方神社（現在の南方神社）が現在の清水町の区域に遷座したとされる。江戸時代に薩摩藩が発刊した地誌である「三国名勝図会」は諏方神社について下記のように記述している。

正一位諏方大明神社 坂本村にあり、祭神二坐、其一坐 は、建御名方命、是を上社と稱し、一坐は事代主命、是を下社と稱し奉り、神體各鏡櫝を殊にす、上社を左位に崇め、下社を右位に崇め、左右これを合殿に安す、例祭毎年五月五日、是を五月祭と云、七月廿八日、此日大祭也、當社は、鹿見島の總廟にして、鹿兒島五社の第一也、…
—三国名勝図会巻之三
元中4年（1387年）には島津元久が清水城（現在の稲荷町に所在）を築城し、清水城を基点に稲荷川流域や稲荷川河口から滑川付近に市街地が形成された。
江戸時代に薩摩藩が発刊した地誌である「三国名勝図会」によれば祇園社（現在の八坂神社）は詳細な勧請時期は不明であるが、天文5年（1536年）までには勧請されていたと考えられている。

### 江戸時代

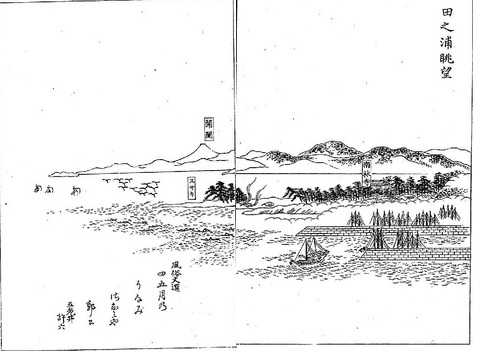
田之浦眺望（三国名勝図会）

江戸時代には鹿児島城下のうちの鹿児島郡鹿児島近在坂元村の一部であった。武家屋敷と寺社が立ち並んでおり、諏訪神社（現在の南方神社）、諏訪神社の別当院である安養院、本立寺、仁王堂が所在していた。
吉野村磯から祇園浜に至る磯街道の海岸一帯を指す「田之浦」と呼ばれる風光明媚な地域があり、鹿児島八景の一つであった。三国名勝図会では田之浦について下記のように記述している。

坂本村に屬す、祇園の濱より、東北大磯に至るの縁海なり、南洋の潮水、山川邑の海門より、府城の前、薩隅二州の腹に入り、一大内海となり、湖が如し、此浦其西岸に在り、潮來れば江上白く、日落れば天地青し、煙舶其間に往來して、頗る趣を資く、是より大磯甚だ遠からず、一帶の沿海なれば、風光彼に類すといへども、境移り地轉ずるに随ひ、又殊觀の勝區にして、鹿兒島八景の一なり、山本春正秦清世子の歌客として當園に在りし時、此海面を眺望して詠る歌に、山のみな、環れる内に、入海は、いづくを指して、潮の引らん、又夜光る玉も何せん、薩摩がた、といひしは、連城の璧も、此地の風景に易ふべからざるを評するに似たり、長明無名鈔に、つくしにとりて南のかた大隅薩摩のほど、いづれの國とかや、おほきなるみなと侍り、そこには四五月にはあけくれ浪たちて、しづまることもなし、四月にたつをうなみといひ、五月にたつをさなみとなん申侍る云々、おほきなるみなとゝは、此府下の海邊をいへるにや、五月の頃は南風頻に吹て波浪を起すこと現にあるを以て思ふべし、又昔は是より西南に廻り巨闊の灣港なりしを今の府城を建られしより、繁昌日を逐ひ、人民蕃殖するがゆゑに、往々海面を築ひて、旱地となりしと見𛀁たり、
—三国名勝図会巻之二
南西部にある祇園洲は田之浦付近を稲荷川を浚渫した土砂で埋立てて造成された土地であり、道之島（現在の奄美大島）航路の七島船の係留場があった。薩摩藩主島津斉興によって祇園洲台場に祇園洲砲台の築造が行われ、島津斉彬によって祇園洲台場の修築がおこなわれた。文久3年（1863年）に鹿児島湾において薩摩藩とグレートブリテン及びアイルランド連合王国（イギリス）との間で勃発した薩英戦争では祇園洲砲台はイギリス艦隊の集中砲火を受けるが、44発の砲弾をイギリス艦隊に打ち込んだと「薩藩海軍史」に記録されている。

### 清水馬場町の成立
明治時代の初期頃に鹿児島郡鹿児島近在坂元村（現在の坂元町）から分割され鹿児島城下のうちの「清水馬場町」として設置された。明治時代初期の清水馬場町は平民に比べ士族が多く居住している武家町であった。
1877年（明治10年）に勃発した西南戦争終戦後には祇園洲に官軍墓地が置かれ、官軍・民間人1,270名（うち陸軍860名、海軍28名、警視隊353名、平民29名）が葬られた。1977年（昭和52年）に慰霊碑が建築され公園として整備された。

### 市制施行以後
1888年（明治21年）に公布された市制（明治21年法律第1号）に基づき、1889年（明治22年）2月2日に官報に掲載された「 市制施行地」（内務省告示第1号）によって鹿児島が市制施行地に指定された。3月5日には鹿児島県令第26号によって鹿児島郡のうち50町村が市制による鹿児島市の区域と定められ、4月1日に市制が施行されたのに伴い、鹿児島郡50町村（山下町、平之馬場町、新照院通町、長田町、冷水通町、上竜尾町、下竜尾町、池之上町、鼓川町、稲荷馬場町、清水馬場町、春日小路町、車町、恵美須町、小川町、和泉屋町、浜町、向江町、栄町、柳町、易居町、中町、金生町、東千石馬場町、西千石馬場町、汐見町、泉町、築町、生産町、六日町、新町、松原通町、船津町、呉服町、大黒町、堀江町、住吉町、新屋敷通町、加治屋町、山之口馬場町、樋之口通町、薬師馬場町、鷹師馬場町、西田町、上之園通町、高麗町、下荒田町、荒田村、西田村、塩屋村）の区域より鹿児島市が成立した。それまでの清水馬場町は鹿児島市の町名「清水馬場町」となった。1899年（明治32年）1月9日には町名の改名が行われ、「清水馬場町」より馬場の字を取り「清水町」に改称した。
1909年（明治42年）3月にはそれまで平之町にあった鶴嶺女学校（鹿児島市立鹿児島玉龍中学校・鹿児島玉龍高等学校の前身の一つ）が清水町138番地に移転した。1911年（明治44年）9月21日に鹿児島市を襲撃した台風の降雨の影響によって稲荷川が氾濫し、清水町などが家屋浸水の被害を受けた。1912年（明治45年）4月10日には清水尋常小学校（現在の鹿児島市立清水小学校）が開校したが、校舎が未完成であったため鹿児島高等小学校、鹿児島女子高等小学校、大竜尋常小学校、共立学舎に仮教場を置き、のちに校舎が竣工した。第二次世界大戦中の1945年（昭和20年）7月31日にはアメリカ軍の爆撃機によって鹿児島駅から清水町や池之上町、上竜尾町、下竜尾町の一帯が空襲を受け、鹿児島市の報告書によれば清水国民学校（現在の鹿児島市立清水小学校）が全焼した。
第二次世界大戦終戦後の1947年（昭和22年）には新制中学校として鹿児島市立第二中学校（現在の鹿児島市立清水中学校）が清水町に設置されたが、1951年（昭和26年）1月21日に稲荷町の現在地に移転した。1951年（昭和26年）に鹿児島盲学校が清水町に移転し、1960年（昭和35年）には下伊敷町に移転した、
1968年（昭和43年）7月1日には清水町の全域で住居表示が実施された。1973年（昭和48年）に清水町から平之町に八坂神社が移転し、1989年（平成元年）4月には再び発祥の地である清水町に移転した。また、南方神社の社殿も平成の初期に改築された。

### 町域の変遷
| 変更後               | 変更年       | 変更前                   |
| -------------------- | ------------ | ------------------------ |
| 鹿児島城下清水馬場町 | 明治時代初期 | 鹿児島近在坂元村（一部） |

## 人口
以下の表は国勢調査による小地域集計が開始された1995年以降の人口の推移である。
| 年                 | 人口  |
| ------------------ | ----- |
| 1995年（平成7年）  | 1,792 |
| 2000年（平成12年） | 2,241 |
| 2005年（平成17年） | 2,192 |
| 2010年（平成22年） | 2,290 |
| 2015年（平成27年） | 2,171 |
| 2020年（令和2年）  | 2,115 |

## 文化財

### 国登録
- 潮音館（旧重富島津家住宅米蔵）（登録有形文化財（建造物））[49]
2007年（平成19年）5月15日登録[50]。島津珍彦の別邸に遺る米蔵であり、切妻造で浅瓦葺の平屋建である[51]。
- 旧重富島津家別邸主屋（登録有形文化財（建造物））[52]
2014年（平成26年）4月25日登録[50][53]。
- 旧重富島津家別邸石塀（登録有形文化財（建造物））[52]
2014年（平成26年）4月25日登録[50][54]。

### 市指定
鹿児島市が指定している文化財は以下のとおりである。
- 祇園之洲砲台跡（記念物（史跡））[55]
- 本立寺跡（記念物（史跡））[55][56]

## 施設

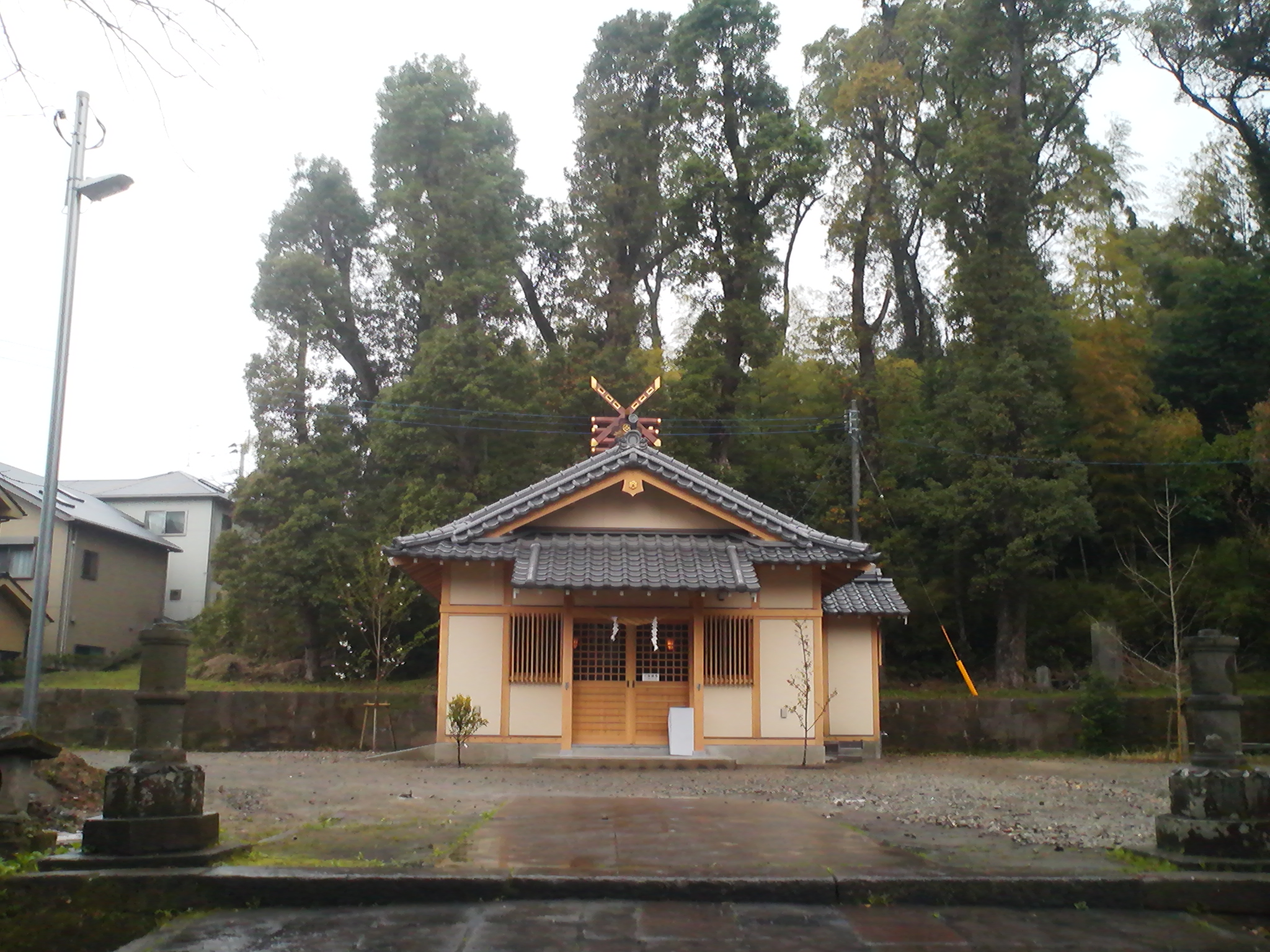
南方神社

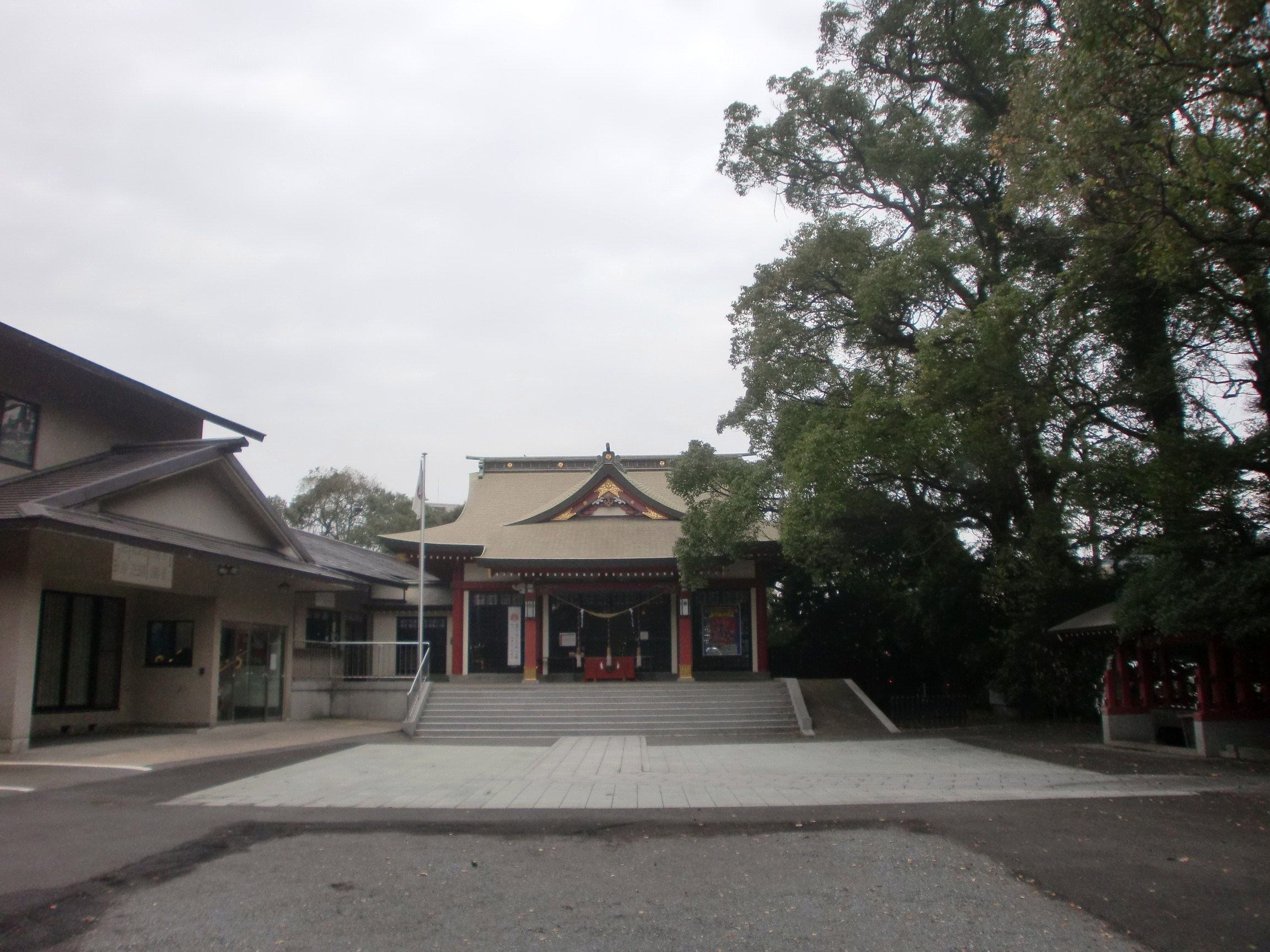
八坂神社

### 公共
- 鹿児島市消防局中央消防署上町分遣隊[57]
- 上町福祉館[58]
- 多賀山公園（東福寺城跡）
- 祇園之洲公園

### 教育
- 鹿児島市立清水小学校[59]
- 清水保育園[60]

### 寺社
- 南方神社（鹿児島五社の第一位）[61]
- 八坂神社（鹿児島五社の第二位）[61]
- 多賀神社

## 小・中学校の学区
市立小・中学校の学区（校区）は以下の通りである。
| 町丁   | 番・番地 | 小学校               | 中学校               |
| ------ | -------- | -------------------- | -------------------- |
| 清水町 | 全域     | 鹿児島市立清水小学校 | 鹿児島市立清水中学校 |

## 交通

### 道路
一般国道
- 国道10号

### 鉄道
町域の中央を南北に日豊本線が通っているが、下記の鹿児島市電上町線の廃止後は町内に駅は所在していない。最寄駅は鹿児島駅である。
鹿児島市電上町線（廃止路線）
- 清水町電停
1961年（昭和36年）4月1日に鹿児島市電上町線の春日町～清水町間が開業したのに伴い、町域内に清水町駅が設置された。1985年（昭和60年）9月30日には上町線が全線廃止され、清水町電停も廃止となった。

## 出身著名人

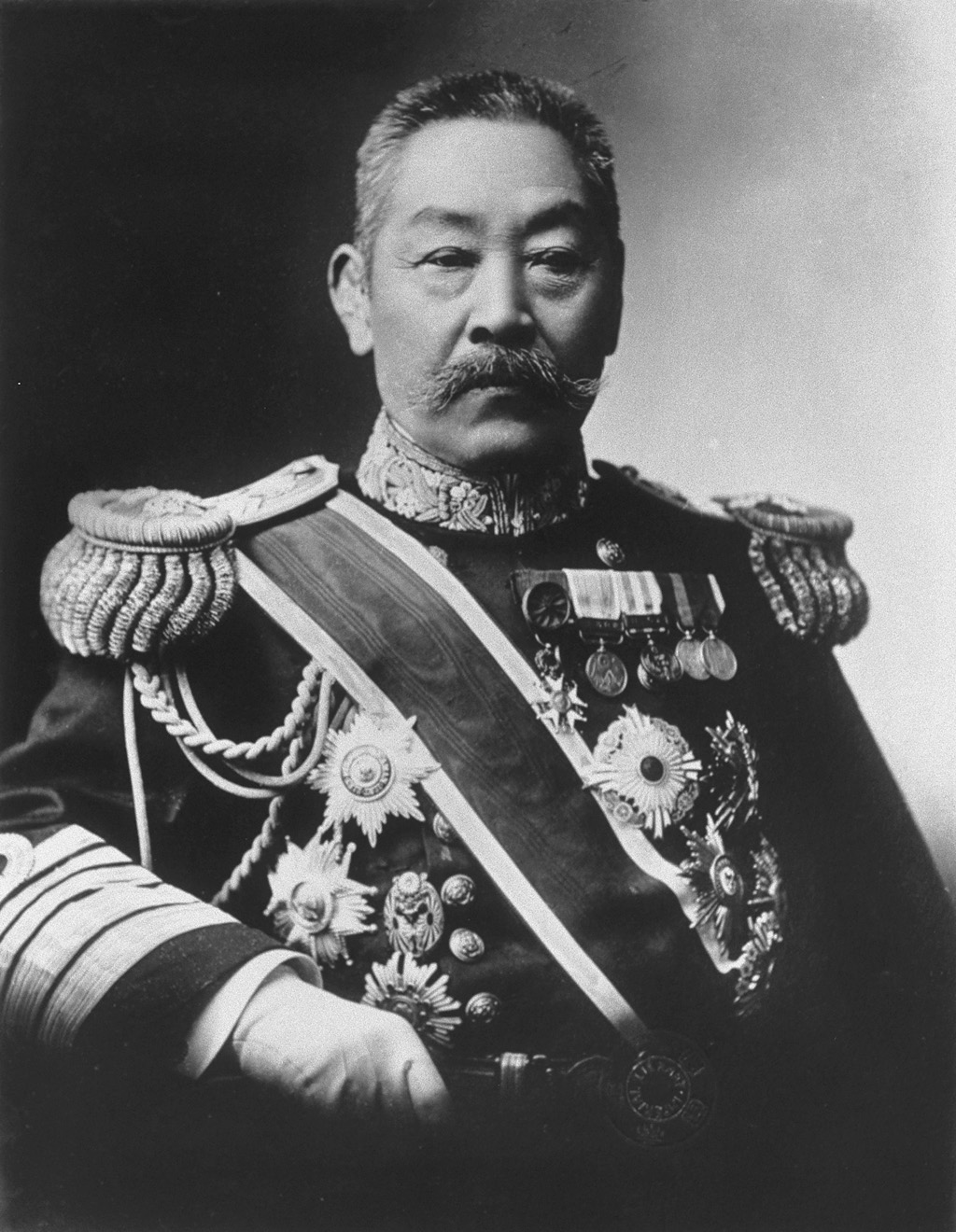
伊東祐亨

- 伊東祐亨（武士・海軍軍人・初代連合艦隊司令長官）
- 島津忠彦（重富島津家、実業家・貴族院男爵議員・参議院議員）